# Ågårdselva
L'Ågårdselva est une rivière norvégienne d'une longueur de 5,6 km de la municipalité de Sarpsborg, dans le comté d'Østfold. Elle joint le lac de Visterflo, un affluent de Glomma. 

## Description
Aujourd'hui, Ågårdselva est surtout connue comme une excellente rivière à saumon, dans une région forestière sauvage. La pêche au saumon y est autorisée du 1er juin au 31 août inclus, sous réserve de la délivrance d'un permis de pêche.

## Aires protégées
Du côté nord de la rivière au-dessous de Sølvstufossen, se trouve la réserve naturelle d'Ågårdselva . Ici, la rivière s'est enfouie dans une faille qui peut être suivie à travers le Bjørndalen et plus loin sur la côte à Onsøy. La réserve est donc constituée d'un escarpement aux conditions naturelles très variées.
De l'autre côté de la rivière se trouve la zone de conservation du paysage de Valbrekke  .

### Source de la traduction
- (no) Cet article est partiellement ou en totalité issu de l’article de Wikipédia en norvégien intitulé « Ågårdselva » (voir la liste des auteurs).